# دانشگاه فلوریدای مرکزی

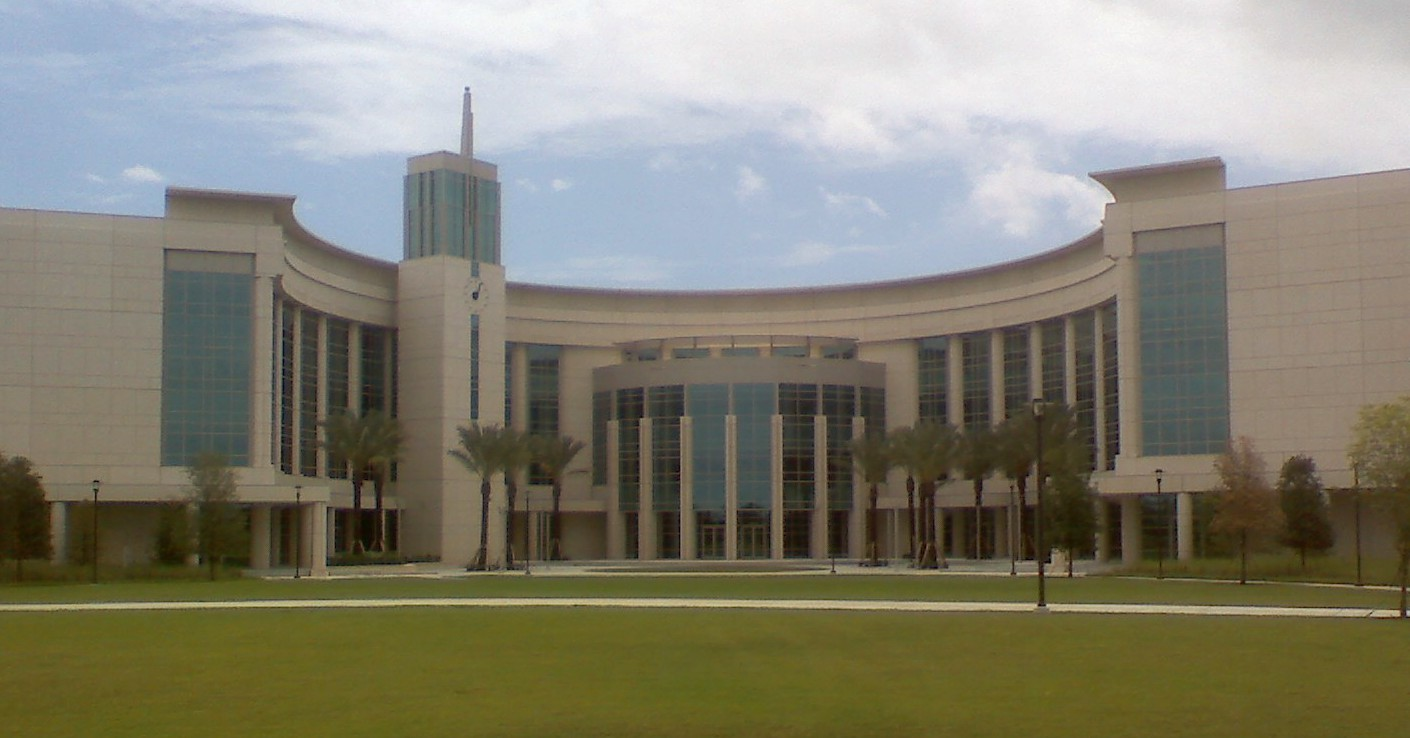

دانشگاه فلوریدای مرکزی (به انگلیسی: University of Central Florida) یک دانشگاه تحقیقاتی دولتی در شهر اورلندو واقع در ایالت فلوریدا آمریکا است که در سال ۱۹۶۳ میلادی بنیان‌گذاری شده‌است.
این دانشگاه توسط مجلس قانون‌گذاری فلوریدا در سال ۱۹۶۳ تأسیس شد، و در سال ۱۹۶۸ به‌عنوان دانشگاه فناوری فلوریدا آغاز به‌کار کرد. پرورش کارکنان برای حمایت از رشد برنامه فضایی ایالات متحده در پایگاه فضایی کندی و نیز در پایگاه نیروی هوایی کیپ کاناورال واقع در ساحل معروف عملیات فضایی فلوریدا از هدف‌های مهم تأسیس این دانشگاه بودند.